# Doktrína hradu

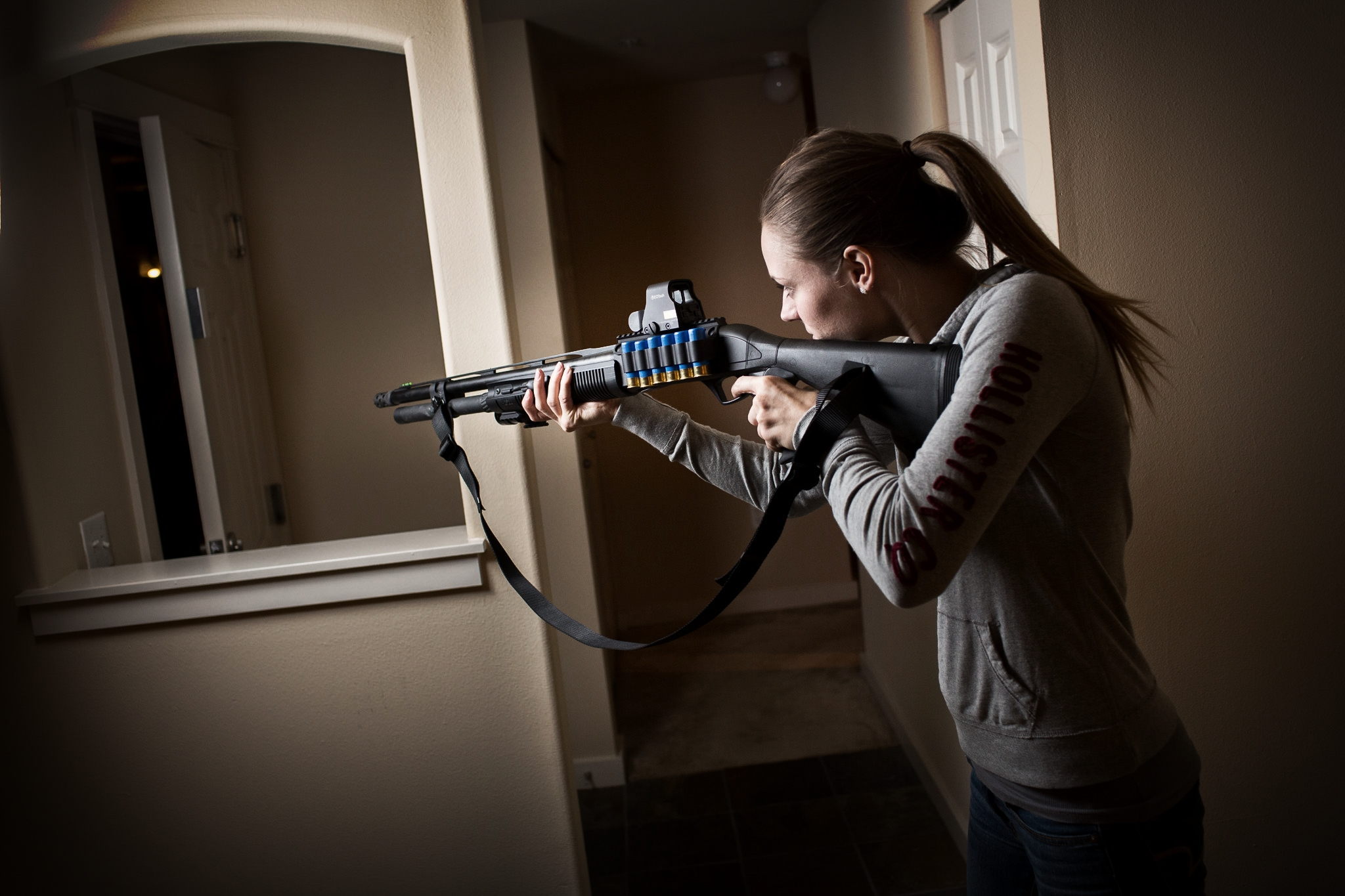
Ozbrojená žena připravená na obranu obydlí.

Doktrína hradu (anglicky castle doctrine) běžně známá také jako princip Můj dům, můj hrad je právní úprava, která přiznává obránci silnější postavení a právní jistotu, pokud brání sebe či jiné osoby v obydlí a to včetně použití smrtící síly. Doktrína hradu je tak realizací přirozenoprávního pojetí nedotknutelnosti obydlí a osob jež ho obývají. Přestože je doktrína hradu součástí práva nejen v USA, ale i v několika evropských i dalších státech, je dlouhodobé povědomí společnosti, díky informování ze strany médii a odpůrců práva na obranu, výrazně vychýleno směrem, že jde čistě o americkou záležitost nebo že doktrína hradu umožňuje beztrestně zabít každého kdo byť i omylem vkročí na cizí pozemek včetně např. dětí, které si jdou pro zakopnutý míč nebo na cizím pozemku trhají třešně.
Obrana obydlí má v západní společnosti svou tradici od dob antiky. Bible v kapitole 22 knihy Exodus zmiňuje obranu obydlí v noci a ve dne ve druhém a třetím verši: Jestliže je zloděj přistižen při vloupání a je zbit, takže zemře, nebude lpět krev na tom, kdo ho ubil. Jestliže se to však stane po východu slunce, krev na něm bude lpět... V angloamerickém právním systému ji v 17. století stručně formuloval anglický právní teoretik a soudce Edward Coke takto: Dům je pro každého jeho hradem a pevností, jeho bezpečným útočištěm proti útoku a ublížení na zdraví.
| „                                                    | The house of every one is to him as his castle and fortress, as well for his defence against injury and violence as for his repose. | “ |
| — Sir Edward Coke, anglický právní teoretik a soudce | |   |

Konkrétní právní úpravy doktríny hradu se v jednotlivých státech liší. Většinou do nich spadají situace kdy:
- došlo k neoprávněnému vniknutí do obydlí (např. na oprávněný vstup hasičů či policie se nevztahuje)
- útočník pronikl do obydlí násilím, pohrůžkou násilí nebo překonáním překážky, jejímž účelem je zabránit vniknutí (příp. lstí)
- a obránce měl obavu o zdraví anebo život svůj či jiné přítomné osoby.

Některé varianty pak dále mohou obsahovat např. ochranu majetku v obydlí, výslovnou neaplikovatelnost na úmyslné zneužití k vraždě jiné osoby, nemožnost stíhat obránce v civilním řízení o náhradu škody, bezplatné poskytnutí obhájce nebo kompenzaci nákladů na takového obhájce, případně náhradu škody která obránci soudním řízením vznikla. Některé varianty obsahují i možnost obrany proti osobě, které sice vstoupila do obydlí se souhlasem obránce přičemž následně došlo k situaci, kdy tato osoba i když byla vykázána odmítla opustit obydlí a neoprávněně v něm setrvala.
Některé úpravy doktríny hradu (především v USA) rozšiřují její působnost i na vozidlo obránce, případně i na jeho pracoviště. Rozšířením práva na obranu i mimo obydlí na všechny prostory ve kterých se obránce oprávněně nachází (včetně použití smrtící síly) se anglicky nazývá stand your ground (volně přeloženo jako braň se tam kde jsi). Naopak tzv. povinnost ustoupit (anglicky duty to retreat) od obránce vyžaduje, aby použil mírnějších prostředků resp. nepřikročil k použití smrtící síly a ustoupil do bezpečí, pokud je to možné. V jurisdikcích ve kterých na veřejnosti běžně platí povinnost ustoupit dává doktrína hradu obránci zvýšené možnosti obrany, je-li napaden v obydlí.

## Obrana obydlí a doktrína hradu v Česku
Česká legislativa neobsahuje úpravu odpovídající principu Můj dům, můj hrad ani tzv. Stand your ground, ale také nevyžaduje po obránci ani povinnost ustupovat nebo použít mírnějších prostředků. Je na rozhodnutí obránce jaké řešení zvolí. Přirozené právo na ochranu života i domovní svobody je zaručeno na ústavní úrovni. Listinou základních práv a svobod, která je součástí ústavního pořádku České republiky v prvním odstavci článku 12 zaručuje ochranu a nedotknutelnost obydlí. V Listině základních práv a svobod je dále ve čtvrtém odstavci článku 6 chráněno jednání, které podle zákona není trestné (viz nutná obrana). Ústavní novelou z 21. července 2021 byla do tohoto odstavce doplněna věta zaručující právo bránit život svůj i jiného člověka i se zbraní za zákonem stanovených podmínek
Článek 12 odstavec 1

Obydlí je nedotknutelné. Není dovoleno do něj vstoupit bez souhlasu toho, kdo v něm bydlí.

Článek 6 odstavec 4

Porušením práv podle tohoto článku není, jestliže byl někdo zbaven života v souvislosti s jednáním, které podle zákona není trestné. Právo bránit život svůj či jiného člověka i se zbraní je zaručeno za podmínek, které stanoví zákon.
Článek 6 odst. 4 a článek 12 odst. 1 Listiny základních práv a svobod, 
Na úrovni zákona je právo na obranu svépomocí definována v § 29 Nutná obrana trestního zákoníku. Nutnou obranou je takové jednání, které by za jiných okolností bylo trestné, kterým někdo odvrací probíhající nebo přímo hrozící útok na zájem chráněný trestním zákonem (odst. 1). Jednání v obraně musí směřovat proti probíhajícímu nebo bezprostředně hrozícímu útoku. V opačném případě se pak jedná o tzv. extenzivní exces (vybočení) z mezí nutné obrany. Mezi zájmy chráněné trestním zákonem patří mj. lidský život a zdraví, majetek, osobní a také domovní svoboda  Aby se jednalo o nutnou obranu nesmí být zcela zjevně nepřiměřená způsobu útoku (odst. 2). Stran intenzity nesmí být užito obrany hrubě nepřiměřené ke způsobu útoku, tj. vedená obrana může být nepřiměřená, zjevně nepřiměřená, nesmí však být zcela zjevně nepřiměřená. Překročením přiměřenosti (intenzity) obrany je pak intenzivním excesem. Obrana proti domnělému útoku tzv. putativní nutná obrana je pak posuzována jako skutkový omyl. 
§ 29 Nutná obrana

1. Čin jinak trestný, kterým někdo odvrací přímo hrozící nebo trvající útok na zájem chráněný trestním zákonem, není trestným činem.

2. Nejde o nutnou obranu, byla-li obrana zcela zjevně nepřiměřená způsobu útoku.
 § 29 trestního zákoníku, 

### Vybrané případy použití nutné obrany při obraně obydlí
Herink 2013
Během roku 2013 došlo v obci Herink v okresu Praha-východ k sérii vloupání. V prosinci téhož roku byl náhle v ranních hodinách neočekávanými silnými údery proti vstupním dveřím rodinného domu ze spánku probuzen zde žijící cizinec s trvalým pobytem, který v domě žil i se svou ženou a třemi nezletilými dcerami. V obavě před osobami, které tak důrazně porušovali domovní svobodu a v očekávání jejich násilného vstupu do obydlí a možného pokračování útoku proti zde přítomným osobám po předchozí marné výzvě jednou vystřelil proti vstupním dveřím (z legálně držené zbraně). Muž ovšem nevěděl, že se do jeho obydlí na základě soudního příkazu k domovní prohlídce násilně vlamuje zásahová jednotka Útvaru rychlého nasazení, jehož příslušníka svým výstřelem nezávažně zranil. Muž který se po vstupu policie do domu vzdal, paradoxně nebyl v žádné kauze ani vyšetřován, ani obviněn, nebyl v kontaktu s policií a i při následné domovní prohlídce se nenašly žádné hledané důkazy, pro které měla být provedena. Následně byl obviněn z úmyslného těžkého ublížení na zdraví. 
O necelý rok později Krajský soud v Praze uznal obráncovo jednání v putativní nutné obraně proti z obráncova pohledu probíhajícímu útoku, ale uznal jej vinným z překročení mezí přiměřenosti nutné obrany (intenzivního excesu) a odsoudil jej za vraždu ve stádiu pokusu na 5 let nepodmíněně. Proti rozsudku se obránce resp. jeho advokátka odvolali. Vrchní soud v Praze muže bez dalšího dokazování v březnu 2015 shledal vinným nikoliv extenzivním, ale naopak intenzivním excesem z nutné obrany, tj. že se bránil předčasně a měl vyčkat na prolomení vstupních dveří a následně shledat, že jde o zákrok policie. Vrchní soud tak muže odsoudil na 4 roky nepodmíněně opětovně za vraždu ve stádiu pokusu. Následné dovolání poté zamítl Nejvyšší soud i přesto, že na stranu obránce se postavilo i Nejvyšší státní zastupitelství. Prostřednictvím své advokátky obránce podal stížnost k Ústavnímu soudu pro porušení svých práv. Ústavní soud této stížnosti vyhověl a ve svém nálezu z dubna 2016 došel k závěru, že obránci, který jednal v putativní nutné obraně, upřely obecné soudy svým jednáním právo na spravedlivý proces a porušily presumpci nevinny. Předchozí rozhodnutí obecných soudů byla zrušena, trestní stíhání zastaveno a muž byl po dvou a půl letech propuštěn z vazby. Ústavní soud se také vyjádřil v tom smyslu, že celá situace byla zapříčiněna od počátku špatným přístupem OČTŘ (... navzájem si posouvaly různé, taktéž mylné, neověřené a nepřesné informace...), a že už zvolený přístup policie byl neadekvátní.
Domnělí pachatelé by se již při útoku na dveře stěžovatelova domu v zjevné snaze prorazit je a zabezpečit si tak vstup do domu dopustili trestného činu porušování domovní svobody dle § 178 trestního zákoníku ve všech odstavcích minimálně ve stadiu pokusu, tedy útoku na jednu z nejdůležitějších svobod chráněných ústavním řádem České republiky, o oprávněnosti jejíž aktivní obrany nemůže být žádných pochyb.

Při posuzování případného extenzivního excesu je třeba zohledňovat i to, že prodlení v obraně ji může učinit neúčinnou.

Ani při hlubokém respektu k potřebě ochrany příslušníků Útvaru rychlého nasazení a dalších policistů nelze připustit, aby stát vytvořil pravomocně odsouzeného vraha z člověka, jenž se nedopustil žádného trestného jednání, ve svém obydlí nepřechovával věci důležité pro trestní řízení, nebyl v žádné trestní věci ani podezřelý, ani obviněný, neměl ani záznam v registru trestů a přestupků, a v souladu se širším principem presumpce neviny na něj bylo nutno hledět jako na osobu, jež žila zcela spořádaným životem, a poté, co byl náhle ránem probuzen mimořádně intenzivním násilným pokusem skupiny osob o vyražení dveří a vstup do domu, a v úmyslu chránit sebe, svou manželku a tři nezletilé dcery před domnělými kriminálníky, uvnitř svého vlastního obydlí jedenkrát vystřelil z legálně držené zbraně proti vstupním dveřím, přičemž došlo k nezávažnému poranění zasahujícího příslušníka jednotky URNA.

Z nálezu Ústavního soudu s.z. I. ÚS 3235/15, 
Praha 2015
V ranních hodinách v červnu 2015 vnikl páčidlem ozbrojený dvaačtyřicetiletý recidivista na pozemek rodinného domu v pražských Kobylisích. Majitele domu vzbudil hluk a proto se ozbrojen nožem vydal zjistit co se stalo. Při následné potyčce mezi muži byl útočník smrtelně zraněn. Po devíti měsíčním vyšetřování byla věc odložena a jednání majitele vyhodnoceno jako nutná obrana.
Olomouc 2015, Ostrava 2017

V červenci 2015 v ranních hodinách násilím vnikl osmatřicetiletý muž do bytu na olomouckém sídlišti. V bytě žila devětačtyřicetiletá žena, která byla jeho bývalou partnerkou. V nastalé hádce žena muže bodla nožem a on později zraněním podlehl. Policie její jednání vyhodnotila jako nutnou obranu.
Šestačtyřicetiletý muž se v září 2017 v nočních hodinách vloupal do rodinného domu v Ostravě, kde v té době spala sedmašedesátiletá žena. Ta recidivistu znala, jelikož ji už dříve napadl a okradl. Žena se po probuzení před lupičem schovala v obývacím pokoji, následně došlo s útočníkem k přetahování o dveře a poté co se mu podařilo dveře otevřít jej žena bodla. Utrženému zranění muž na místě podlehl. I tento případ policie uzavřela jako nutnou obranu.
Vochov 2021
V nočních hodinách 24. března 2021 se v obci Vochov na Plzeňsku vloupal sekerou ozbrojený propuštěný vrah a recidivista J.V. do drážního domku, ve kterém přebýval majitel domu se svou družkou. Majitel se útoku bránil legálně drženou palnou zbraní a útočníka postřelil, ten vyběhl z objektu ven a svým zraněním podlehl. Policie zahájila prověřování, které trvalo půl roku a v listopadu téhož roku bylo jako jednání v nutné obraně odloženo.
| „                                            | Klient čelil útoku osoby, která byla dříve odsouzena za spáchání brutální vraždy, a to za okolností, kdy se ve své posteli probudil v průběhu noční loupeže. Klient se bránil bezprostředně po probuzení v hluboké noci a naprosté tmě ve svém obydlí, přičemž pachatel měl u sebe sekeru. | “ |
| — Vyjádření Tomáše Gawrona, advokáta obránce | |   |

Obránce, který zůstal na svobodě a nebyl ani obviněn, si získal sympatie veřejnosti, která s jeho obranou souhlasila. Během několika týdnů se ve veřejné sbírce vybralo přes 363 000 korun na jeho případné právní výlohy. Přepadení opětovně obnovilo zájem veřejnosti pro zavedení principu Můj dům, můj hrad do trestního zákona, vzhledem k dlouhodobě vnímanému slabému postavení obránců vůči útočníkům i následně vůči OČTŘ. Část veřejnosti také nelibě vnímala dlouhé vyšetřování takového přepadení a půlroční nejistotu obránce bránícího sebe a svou družku ve vlastním obydlí.

### Návrhy na zavedení do trestního zákoníku
Současná úprava nutné obrany v české legislativě je dlouhodobě mezi odbornou i laickou veřejností předmětem diskuzí. Hlavním tématem je právě veřejností dlouhodobě subjektivně vnímané slabé postavení obránce proti útočníkovi vzhledem k různému posuzování přiměřenosti obrany ze strany soudů a státních zástupců. Zejména pak při obraně v obydlí. Odborná i část laické veřejnosti se nicméně shodují, že pomalu postupně dochází u soudů k liberálnějšímu, tj. širšímu výkladu nutné obrany, především u soudů vyšších stupňů, kdy dochází k odklonu od striktně objektivního hodnocení situace k subjektivnímu, tak jak se daná situace jevila obránci. Nicméně poptávka veřejnosti po zavedení zásady Můj dům, můj hrad přetrvává. 
| „                                                                  | V této republice musí být právo hájit svůj život a majetek za každou cenu všemi prostředky, a ne aby se na vše montovala ta stupidní přiměřená obrana. To se to později mentoruje. Ovšem v tak vypjaté, stresové situaci je to úplně jinak. Je toho při posuzování takových případů hodně špatně! Kdyby u nás existovalo stejné právo na obranu svého majetku a pozemků jako ve Státech, spousta zmetků by si to rozmyslela. | “ |
| — Komentář na sociální síti Facebook k útoku v Ostravě v roce 2017 | |   |

Proto byla vytvořena petice na podporu zavedení Doktríny hradu a politickými zástupci v obou komorách parlamentu bylo předloženo několik novel trestního zákoníku, které měly toto přání naplnit. Jedním z nich byl návrh poslance Davida Kádnera z března 2014. Ten navrhoval do paragrafu o nutné obraně přidat třetí odstavec, který by bez ohledu na splnění podmínky přiměřenosti zahrnoval obranu v rámci obydlí jako nutnou obranu. Tak jako jiné zahraniční úpravy návrh počítal s tím, že jednání útočníka mohlo vyvolat obavu o život nebo zdraví jeho i jiné osoby a útočník se do obydlí musel dostat násilím, pohrůžkou bezprostředního násilí, překonáním překážky. Vláda Bohuslava Sobotky se k návrhu vyjádřila nesouhlasně a po projednání v Ústavně-právním výboru byl návrh v prvním čtení zamítnut hlasy 98 poslanců (především stran vládní koalice a KSČM).
O nutnou obranu se jedná, je-li obrana vedena vůči osobě, která neoprávněně vnikla do cizího obydlí za použití násilí nebo pohrůžky bezprostředního násilí nebo překoná-li překážku, jejímž účelem je zabránit vniknutí, pokud takové jednání může vyvolat u obránce oprávněnou obavu z ohrožení života či zdraví jeho nebo jiné přítomné osoby.
 Návrh novely poslance Davida Kádnera na změnu § 29 trestního zákona z března 2014, 
V září 2019 na základě svých volebních slibů navrhla skupina poslanců za SPD Poslanecké sněmovně návrh na změnu trestního zákoníku § 29 Nutná obrana. Dle návrhu SPD měl být doplněn třetí odstavec, který by podobně jako dřívější návrh poslance Kádnera z roku 2014 kodifikoval obranu v obydlí jako nutnou obranu. Naopak od Kádnerova návrhu by se dle návrhu SPD mělo v takovém případě výslovně jednat o nutnou obranu. Vláda Andreje Babiše se k návrhu vyjádřila nesouhlasně a projednání tohoto návrhu skončilo s koncem volebního období.
O nutnou obranu se naopak jedná, je-li obrana vedena vůči osobě, která neoprávněně vnikla do cizího obydlí za použití násilí nebo pohrůžky bezprostředního násilí nebo překoná-li překážku, jejímž účelem je zabránit vniknutí, pokud takové jednání může vyvolat u obránce oprávněnou obavu z ohrožení života či zdraví jeho nebo jiné přítomné osoby.
 Návrh novely § 29 trestního zákoníku navržený skupinou poslanců za SPD v září 2019 a v říjnu 2021, 

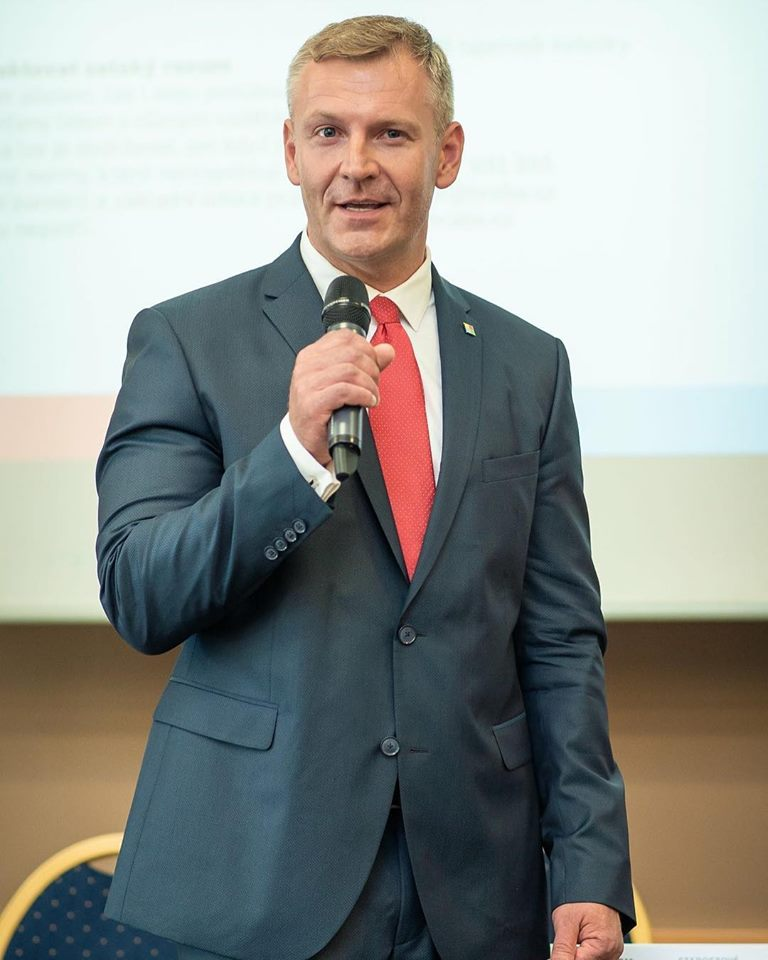
Senátor Zdeněk Hraba

Naopak v Senátu navrhl senátor Zdeněk Hraba v únoru 2020 změnu § 29 trestního zákona a to zpřesnění formulace odstavce 2 a přidáním odstavců 3 a 4. Návrh měl za cíl zlepšit postavení obránce, jak zpřesněním textu druhého odstavce (zpřesnění formulace o způsobu útoku a zahrnutí jednání v astenickém excesu do nutné obrany), tak přidáním třetího odstavce, který zakotvuje právě doktrínu hradu, když posiluje pozici obránce obydlí pokud by překročil meze přiměřenosti, čímž akcentuje ústavní nedotknutelnost obydlí. Čtvrtý odstavec novely měl naopak zabránit zneužití institutu nutné obrany tím, že není vyloučena odpovědnost obránce vyplývající z jeho jednání v hrubé nedbalosti.
V důvodové zprávě se sám navrhovatel přiznává k inspiraci nakonec nepřijatým návrhem z dob přípravy trestního zákoníku a také obdobnou slovenskou úpravou Nutné obrany resp. Oprávněného použití zbraně a také textem z § 2 císařského trestního zákona z roku 1852, který v Českých zemích platil až do roku 1950: „Že však tu byla spravedlivá nutná obrana, za to má se míti jen tehdy, když lze z povahy osob, času, místa, ze způsobu útoku nebo z jiných okolností důvodně souditi, že pachatel užil toliko obrany potřebné, aby odvrátil od sebe neb od jiných protiprávní útok na život, na svobodu nebo na jmění; - nebo že toliko z poděšení, ze strachu nebo z leknutí vykročil z mezí takové obrany. - Vykročení takové může se však podle povahy okolností trestati podle ustanovení dílu druhého tohoto zákona trestního §§ 335 a 431) za čin trestný z nedbalosti.“
1. Čin jinak trestný, kterým někdo odvrací přímo hrozící nebo trvající útok na zájem chráněný trestním zákonem, není trestným činem.

2. Nejde o nutnou obranu, byla-li obrana zcela zjevně nepřiměřená zejména ke způsobu útoku, jeho místu a času, okolnostem vztahujícím se k osobě útočníka nebo k osobě obránce a nejedná-li obránce v silném rozrušení způsobeném útokem, zejména v důsledku zmatku, strachu nebo leknutí.

3. O nutnou obranu jde také, pokud někdo, i bez splnění podmínek odstavce 2, při ochraně života, zdraví nebo majetku použije fyzické síly, včetně použití zbraně proti tomu, kdo násilím, pohrůžkou použití násilí nebo lstí neoprávněně vnikne do obydlí jiného, jestliže obránce při tom úmyslně nezpůsobí smrt jinému.

4. Trestní odpovědnost obránce za trestný čin spáchaný z nedbalosti není vyloučena, pokud se vzhledem k okolnostem případu mylně domnívá, že útok hrozí, jestliže omyl spočívá v jeho hrubé nedbalosti.
 Senátní návrh novely senátora Zdeňka Hraby na změnu § 29 trestního zákona z února 2020, 
Po projednání v Ústavně-právním výboru Senát 26. října 2021 hlasy 43 senátorů schválil návrh zákona v pozměněném znění dle doporučení výboru, čímž z návrhu zcela vypadla formulace zakotvující princip Můj dům, můj hrad (přesto tak byl návrh dále mediálně nazýván).  Argumenty proti původnímu návrhu a přijetí pozměňovacího návrhu byly především judikaturou široce definovaný pojem obydlí a mj. také ustálenost dosavadní úpravy a z ní vycházející judikatury.     
1. Čin jinak trestný, kterým někdo odvrací přímo hrozící nebo trvající útok na zájem chráněný trestním zákonem, není trestným činem.

2. Nejde o nutnou obranu, byla-li obrana zcela zjevně nepřiměřená zejména ke způsobu útoku, jeho místu a času a okolnostem vztahujícím se k osobě útočníka nebo osobě obránce. 

3. Ten, kdo odvrací útok, aniž splnil podmínky přiměřenosti nutné obrany, není trestně odpovědný, jednal-li v silném rozrušení ze strachu, úleku, zmatku nebo jiného omluvitelného hnutí mysli, způsobeném útokem.
 V říjnu 2021 Senátem schválená novela § 29 trestního zákona, 
Vláda Andreje Babiše v demisi se počátkem prosince 2021 k návrhu schváleném Senátem vyjádřila nesouhlasně. Hlavní argumentací vlády byla ustálenost současné úpravy a z ní vycházející judikatury, dále také odpor pro zlepšení postavení obránce, který jednal-li v silném rozrušení ze strachu, úleku, zmatku nebo jiného omluvitelného hnutí mysli, způsobeném útokem. Další argumentem proti novele byla dle vlády nově vytvořená odlišnost Nutné obrany dle trestního zákoníku od Nutné obrany tak jak je uvedena v občanském zákoníku. Koncem  října 2021, čtyři dny před tím než Senát schválil návrh senátora Hraby a odeslal jej do Poslanecké sněmovny, předložila skupina poslanců za SPD, opětovně svůj návrh na změnu resp. doplnění § 29 trestního zákoníku. Babišova vláda se opětovně i k tomuto návrhu vyjádřila nesouhlasně. Po prvním čtení byl senátní návrh postoupen k projednání Ústavně-právnímu výboru Poslanecké sněmovny. Ten ve spolupráci se spolkem LIGA LIBE uspořádal 7. června 2022 kulatý stůl na téma MŮJ DŮM – MŮJ HRAD.

## Doktrína hradu v jiných státech
Níže jsou uvedeny příklady států, jejichž legislativa obsahuje některou z forem doktríny hradu.

### Slovensko

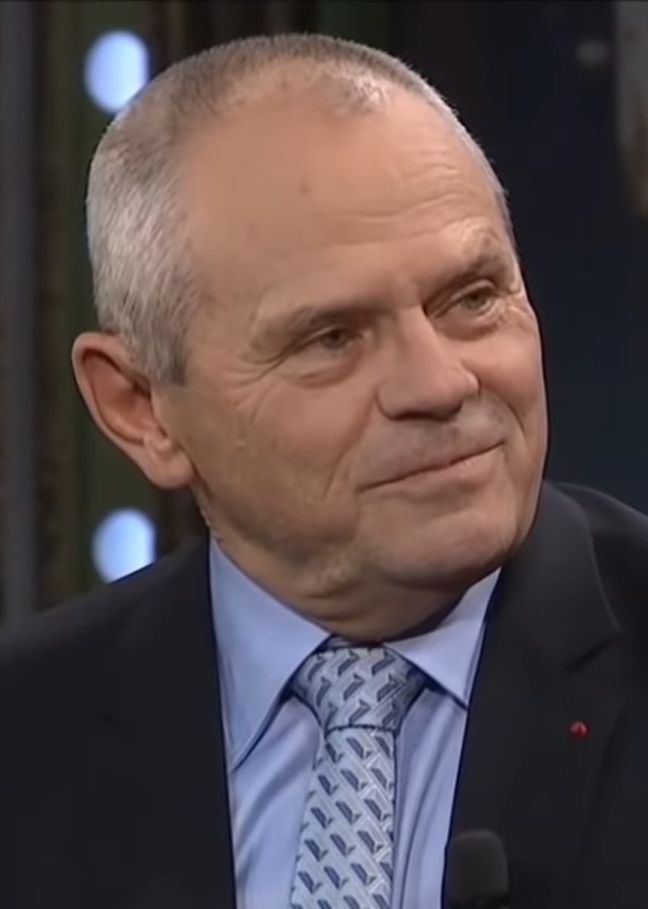
Milan Kňažko, herec a politik.

Stejně jako v České republice je na Slovensku zakotvena ústavní ochrana obydlí. Obdobně pak slovenský trestný zákon z roku 2005 obsahuje v § 25 institut Nutné obrany. Na rozdíl od české úpravy je ta slovenská mírně širší co do postavení obránce (viz Zákon trestní o zločinech, přečinech a přestupcích z roku 1852). Zákon dále v následujícím paragrafu 26 Oprávněné použití zbraně v odstavci prvním stanoví, že použití zbraně souladu se zákonem není trestným činem (obdobně jako říká český trestní zákoník). V odstavci druhém pak říká, že použitím zbraně v souladu se zákonem je také její použití proti jinému člověku ve vlastním obydlí, na ochranu života, zdraví nebo majetku; proti osobě, která do obydlí neoprávněně vnikne nebo v něm setrvá. O oprávněné použití zbraně se, ale nejedná pokud by takové osobě byla způsobená smrt úmyslně.
§ 25 Nutná obrana

1. Čin inak trestný, ktorým niekto odvracia priamo hroziaci alebo trvajúci útok na záujem chránený týmto zákonom, nie je trestným činom.
2. Nejde o nutnú obranu, ak obrana bola celkom zjavne neprimeraná útoku, najmä k jeho spôsobu, miestu a času, okolnostiam vzťahujúcim sa k osobe útočníka alebo k osobe obrancu.
3. Ten, kto odvracia útok spôsobom uvedeným v odseku 2, nebude trestne zodpovedný, ak konal v silnom rozrušení spôsobenom útokom, najmä v dôsledku zmätku, strachu alebo zľaknutia.
4. Ak sa niekto vzhľadom na okolnosti prípadu mylne domnieva, že útok hrozí, nevylučuje to trestnú zodpovednosť za čin spáchaný z nedbanlivosti, ak omyl spočíva v nedbanlivosti.

§ 26 Oprávnené použitie zbrane

1. Použitie zbrane v súlade so zákonom nie je trestným činom.
2. Za použitie zbrane v súlade so zákonom sa považuje aj jej použitie proti inému vo svojom obydlí na ochranu života, zdravia alebo majetku, ak osoba do obydlia neoprávnene vnikne alebo v ňom neoprávnene zotrvá a nejde o nutnú obranu. To neplatí, ak bola pritom inému úmyselne spôsobená smrť.

 § 25 a 26 slovenského Trestného zákona, 
Mediálně známým užitím zbraně k obraně obydlí se stal případ slovenského herce a politika Milana Kňažka, který v lednu 2017 postřelil muže, který se k němu v nočních hodinách vloupal. Útočník byl postřelen do nohy a následně odsouzen na pět let odnětí svobody.

### Spojené státy americké

Mapa přístupu v USA dle států:
Stand your ground (zákon)
Stand your ground (judikatura)
Povinnost ustoupit s výjimkou obydlí
Povinnost ustoupit s výjimkou obydlí nebo pracoviště
Povinnost ustoupit s výjimkou obydlí, pracoviště nebo vozidla
Tzv. „střední cesta“

Privilegované postavení obránce resp. uzákonění nebo zvykové užívání doktríny hradu či principu stand your ground je typické pro Spojené státy americké a je tak i veřejně vnímáno. Přesto na federální úrovni neexistuje zákon, který by toto zakotvoval a otázky oprávněné obrany řeší legislativy jednotlivých státu (resp. jejich zvykové právo), které se více či méně odlišují. Přesto na federální úrovni Nejvyšší soud Spojených států rozhodl, že obyvatelé mají právo se ve svém obydlí (nebo na pozemku) bránit nevyprovokovanému útoku aniž by museli útočníkovi ustupovat: „there is no duty to retreat when a person is assaulted in a place where he or she has a right to be“ (Beard vs. United States, 1895, Brown vs. United States, 1921). V žádném ze států Unie není po obránci požadován ústup pokud se brání ve svém obydlí, v praxi tak ve všech státech existuje doktrína hradu. Několik států rozšiřuje toto obráncovo postavení i na místo jeho pracoviště (některé státy  resp. teritoria navíc i na jeho vozidlo). Stran povinnosti ustoupit se uvažuje takový ústup, který obránci umožní ustoupit zcela do bezpečí. 
Dlouhodobý trend je takový, že většina států přešla nejprve k doktríně hradu a postupně jednotlivé státy přechází k nějaké formě principu stand your ground a to buď přímo uzákoněním nebo formou zvykového práva užívaného v průběhu soudního řízení. Prvním státem, který uzákonil princip stand your ground byla v roce 2005 Florida. Floridská úprava obrany je poměrně detailní a mj. rozlišuje mezi užitím smrtící a nesmrtící síly, obsáhle vymezuje, kdy se předpokládá, že napadený mohl mít důvodný strach z bezprostředního nebezpečí, resp. kdy naopak nikoliv, u osoby násilně vniknuvší do chráněného prostoru očekává úmysl spáchat násilný trestný čin a také přiznává obránci jednajícímu v oprávněné obraně trestněprávní a civilněprávní imunitu (původní znění viz ).
Čl. 776.012 Použití nebo hrozba použití síly při obraně osoby.

1. Osoba je oprávněna použít sílu, s výjimkou smrtící síly, proti jiné osobě, když a v rozsahu, v němž napadená osoba důvodně věří, že takové jednání je nezbytné k obraně sebe nebo jiné osoby proti bezprostřednímu použití nezákonné síly jinou osobou. Osoba která použije nebo hrozí použitím síly dle tohoto odstavce nemá povinnost ustoupit před použitím nebo hrozbou použití takové síly.
  
2. Osoba je oprávněna použít smrtící sílu, pokud důvodně věří, že taková síla je nezbytná k zabránění bezprostřednímu nebezpečí smrti nebo těžké újmě na zdraví její nebo jiné osoby nebo k zabránění bezprostředního spáchání násilného zločinu. Osoba která použije nebo hrozí použitím smrtící síly dle tohoto odstavce není povinna ustoupit a má právo bránit se tam kde je, pokud se neúčastní kriminálního činu a nachází se na místě kde má právo být.

Čl. 776.013 Obrana domova; použití nebo hrozba použití smrtící síly; předpoklad strachu ze smrti nebo těžké újmy na zdraví.

1. Osoba jenž se nachází v obydlí nebo rezidenci kde má daná osoba právo být, není povinna ustoupit a má právo se bránit tam kde je, a má právo použít nebo hrozit použitím:

 (a) nesmrtící síly proti jiné osobě a to v rozsahu o němž se domnívá že je nutný pro obranu sebe nebo jiného osoby proti bezprostřednímu použití nezákonné síly jinou osobou, nebo

 (b) smrtící síly pokud se napadená osoba důvodně domnívá, že použití nebo hrozba použití takové síly je nezbytné k zabránění bezprostřednímu nebezpečí smrti nebo těžké újmě na zdraví obránce nebo jiné osoby nebo k zabránění bezprostředního spáchání násilného zločinu.

2. U osoby obránce se předpokládá, že měla důvodný strach z bezprostředního nebezpečí smrti nebo těžké újmy na zdraví své nebo jiné osoby, když použije obranné síly, kterou zamýšlí nebo tato síla je způsobilá jinému přivodit smrt nebo těžkou újmu na zdraví, pokud

 (a) osoba vůči níž byla obranná síla použita, nezákonně nebo násilně vstupovala nebo nezákonně nebo násilně vstoupila do obydlí, rezidence, obsazeného vozidla nebo pokud tato osoba unesla nebo se pokoušela unést jinou osobu proti její vůli z obydlí, rezidence nebo obsazeného vozidla;

 (b) osoba, která použila obrannou sílu, věděla nebo měla důvod se domnívat, že došlo nebo dochází k nezákonnému nebo násilnému vstupu nebo že se stal nebo je páchán nezákonný nebo násilný skutek.
3. Předpoklad důvodného strachu dle předchozího odstavce se nepoužije, pokud:

 (a) osoba, vůči které je použita obranná síla, má právo být nebo je oprávněným obyvatelem či uživatelem obydlí, rezidence nebo vozidla, jako např. vlastník, nájemce, držitel, ledaže je vydán soudní příkaz o ochraně před domácím násilím nebo písemný předběžný soudní příkaz zákazu přiblížení se této osoby;

 (b) osoba nebo osoby, které mají být uneseny, jsou děti nebo vnuci/vnučky nebo jsou jinak v právní péči nebo zákonem svěřena osobě, proti níž byla použita obranná síla;

 (c) osoba, která použila obrannou sílu, sama provádí nezákonnou činnost nebo použije obydlí, rezidenci nebo vozidlo k provádění nezákonné činnosti;

 (d) osoba, vůči které je použita obranná síla, je policejní orgán (dle 943.10(14)), který vstupuje nebo zamýšlí vstoupit do obydlí, rezidence nebo vozidla při výkonu svých úředních povinností a prokáže svou příslušnost v souladu s příslušným právním předpisem, nebo pokud osoba, která použila sílu, věděla nebo měla vědět, že (napadená) osoba vstupující nebo zamýšlející vstoupit do obydlí, rezidence nebo vozidla je policejním orgánem.

4. U osoby, která nezákonně a násilně vstupí nebo se pokouší vstoupit do obydlí, rezidence nebo obsazeného vozidla jiné osoby, se předpokládá, že tak činí s úmyslem spáchat nezákonný čin zahrnující použití síly nebo násilí.

5. Pro účely předchozích odstavců se rozumí:

 (a) Obydlím (dwelling) budova nebo dopravní prostředek jakéhokoliv druhu, včetně přiléhající verandy, ať už jde o budovu nebo dopravní prostředek dočasného nebo trvalého druhu, mobilní nebo nemobilní, která je zastřešena, včetně stanu, a je určena k obývání lidmi a to i v noci.

 (b) Rezidencí (residence) obydlí, ve kterém osoba pobývá dočasně nebo trvale nebo je tam jako pozvaný host.

 (c) Vozidlem (vehicle) dopravní prostředek jakéhokoliv druhu, ať motorizovaný nebo nemotorizovaný, který je určen k přepravě lidí nebo majetku.

 Čl. 776.012 a 776.013 trestního zákona státu Florida, 
Stát Nevada ležící v západní části USA má ve svém trestním zákonu také zaveden princip stand your ground. Nevadská úprava patří k těm, které jsou oproti té floridské výrazně stručnější (původní znění viz ):
NRS 200.120 Omluvitelné zabití; žádná povinnost ústupu za určitých okolností

1. Omluvitelným zabitím se rozumí zabití člověka v nutné obraně nebo při obraně obydlí, obsazeného motorového vozidla nebo jiné osoby proti tomu, kdo zjevně zamýšlí nebo se pokouší spáchat násilný trestný čin, nebo proti jakékoli osobě či osobám, které zjevně zamýšlejí a pokoušejí se násilným, výtržným, bouřlivým nebo kradným způsobem vniknout do obydlí nebo obsazeného motorového vozidla jiného člověka za účelem napadení nebo spáchání násilí na jakékoli osobě tam se nacházející.

2. Osoba není povinna ustoupit před použitím smrtící síly podle odstavce 1, pokud:

 (a) není původním útočníkem,

 (b) má právo být přítomna na místě, kde je smrtící síla použita, a

 (c) není v době použití smrtící síly aktivně zapojena do jednání směřujícího k páchání trestné činnosti.

3. Pro účely tohoto ustanovení je:

 (a) Násilným trestným činem jakýkoli zločin, u kterého existuje podstatné riziko, že při jeho páchání může být použita síly nebo násilí proti osobě nebo majetku jiné osoby.

 (b) Motorovým vozidlem každé vozidlo poháněné vlastní silou.

 Čl. 200.120 revidovaných zákonů státu Nevada, 
Naopak stát New York patří k těm státům, které při obraně mimo obydlí vyžadují před použitím smrtící síly od obránce ústup do bezpečí, pokud je to možné (původní znění viz ):
§ 35.15  Ospravedlnění použití fyzické síly při obraně osoby

1. Osoba smí použít fyzickou sílu proti jiné osobě, když a v rozsahu, o němž důvodně věří, že je nezbytný, při obraně své nebo třetí osoby proti tomu, co důvodně shledává jako použití nebo nebezpečí bezprostředního použití nezákonné fyzické síly ze strany jiné osoby, ledaže:

 (a) nejde-li o jednání vyprovokované s úmyslem jinému způsobit ublížení na zdraví

 (b) nebo napadený byl původním útočníkem, s výjimkou případu kdy původní útočník zanechal útoku a svým chováním dal jasně najevo svůj záměr v útoku nepokračovat další zúčastněné osobě, ale ta proti němu nadále pokračuje v útoku použitím nebo hrozbou bezprostředního použití nezákonné fyzické síly, nebo

 (c) použitá fyzická síla je výsledkem domluveného nezákonného souboje.

2. Není přípustné použít smrtící síly v obraně proti útoku dle odstavce 1 s výjimkou případu, kdy:

 (a) obránce důvodně věří, že útočník použije smrtící fyzickou sílu. Dokonce i v takovém případě nemůže napadená osoba použít smrtící sílu, pokud je zde možnost vyhnout se použití takové síly ustoupením či útěkem do bezpečí. Povinnost ustoupit se nevyžaduje:

   (I) v případě napadení v obydlí, pokud obránce není původním agresorem

   (II) v případě policistů jednajících v souladu se zákonem

 (b) pokud osoba důvodně věří, že útočník provádí nebo zamýšlí provést únos, znásilnění, násilný sexuální delikt nebo loupež

 (c) pokud osoba důvodně věří, že útočník provádí nebo zamýšlí provést vloupání, a okolnosti připouští použití smrtící síly dle odstavce 3 § 35.20 

 § 35.15 trestního zákona státu New York, 

### Irsko
Irsko patří mezi státy angloamerického právního systému založeném na zvykovém právu. Právo na obranu tak dlouho nebylo výslovně zakotveno v právních předpisech, ale utvářelo se postupně a k jeho formálnímu zakotvení došlo až později. Obránce má právo se přiměřenou silou bránit útoku proti sobě či proti jiné osobě resp. bránit majetek svůj či jiné osoby, pokud důvodně předpokládal je užití takové síly potřeba k odvrácení útoku (zákon č. 26/1997). Přitom musí být splněny podmínky: nezbytnosti (necessity), bezprostřednosti (immediacy) a přiměřenosti (proportionality). Podmínka nezbytnosti tak předjímá povinnost ústupu pokud taková možnost existuje a předpokládá dle povahy útoku také přiměřenou razanci zvolené obrany, čímž se částečně překrývá s podmínkou přiměřenosti (např. nezvolení ústupu může být k tíži obránce, pokud použije smrtící síly, přestože mohl bezpečně ustoupit). Při jednání v obraně se neposuzuje způsobený následek, ale užité prostředky. Podmínka bezprostřednosti (či naléhavosti) pak podobně jako česká úprava předpokládá, že obrana je vedena proti probíhajícímu nebo bezprostředně hrozícímu útoku.
Přiměřeně je možné bránit i majetek a to v závislosti na jeho hodnotě (hodnota majetku je vždy nižší než hodnota lidského života). Při obraně majetku v obydlí resp. obrana proti útoku v obydlí je v irském právu považována za obranu proti útoku na lidskou svobodu a integritu. Obydlí není považováno jen za nemovitost, ale za útočiště člověka a jeho rodiny, které je ústavně chráněno dle ústavy Irské republiky v článku 40 odstavci 5: „Obydlí každého občana je neporušitelné a nelze do něj násilím vstoupit jinak než za podmínek stanovených zákonem.“ (původní znění viz ). V případě takového útoku se na obránce nevztahuje povinnost ustoupit a je možné proti útočníkovi použít i smrtící síly. Ostatní podmínky nutné obrany, ale musí být stále splněny.

### Itálie
V roce 2019 byla v Itálii přijata novela trestního zákona, která umožňuje bránit vlastní obydlí nebo pozemek a to včetně smrtící síly, bez nutnosti následně dokazovat, že útočník skutečně představoval bezprostřední ohrožení života. Novela také zajišťuje obráncům, kteří zraní nebo zabijí útočníka bezplatnou právní pomoc. Předchozí novela z roku 2005 mírně zlepšila postavení obránce, ale stále po něm požadovala prokázání, že útočník představoval bezprostřední ohrožení života.

### Maďarsko
V Maďarsku byla v roce 2013 přijata novela trestního zákona, která obráncům umožňuje použít při obraně nemovitosti smrtící sílu. Mimo tu pak platí stejná úprava jako předtím, že obrana nesmí být zjevně nepřiměřená a pokud je možnost tak má obránce ustoupit.

### Polsko
Polský parlament přijal v prosinci 2017 novelu trestního zákona, která rozšířila beztresnost při překročení mezí nutné obrany při obraně bytu, domu, přilehlého prostoru nebo při odražení útoku kterému vniknutí do těchto prostor předcházelo.
Kdo překročí meze obrany při odvracení útoku spočívajícího ve vloupání do bytu, areálu, domu nebo přilehlého oploceného prostoru nebo při odvracení útoku, kterému předcházelo vniknutí do těchto míst, nebude potrestán, ledaže by se jednalo o hrubé překročení limitů obrany.
Čl. 25 § 2a polského trestního zákona (původní znění viz )

### Izrael
V Izraeli byla v únoru 2007 uzákoněna doktrína hradu, která umožňuje obráncům použít i smrtící sílu. Tento zákon byl přijat v reakci na soudní proces s farmářem Shai Dromim, který zastřelil jednoho z mužů, kteří během noci v lednu 2007 otrávili jeho psa a na jeho pozemku kradli dobytek. Soudní proces vzbudil nevoli u veřejnosti a Dromi byl nakonec osvobozen.